# Ларс Кословскі
Ларс Кословскі (нім. Lars Koslowski; нар. 22 травня 1971) — колишній німецький тенісист.
Найвищу одиночну позицію світового рейтингу — 63 місце досяг 15 червня 1992 року.
Найвищим досягненням на турнірах Великого шолома було 3 коло в одиночному розряді.

## Фінали турнірів ATP за кар'єру

### Парний розряд: 1 (0–1)
| Результат | W/L | Дата     | Турнір                                          | Покриття | Партнер      | Суперники                   | Рахунок       |
| --------- | --- | -------- | ----------------------------------------------- | -------- | ------------ | --------------------------- | ------------- |
| Поразка   | 0–1 | Сер 1992 | Відкритий чемпіонат Хорватії з тенісу, Хорватія | Ґрунт    | Сандер Гройн | Давід Пріносіл Ріхард Вогел | 3–6, 7–6, 6–7 |

## Титули на челленджерах

### Одиночний розряд: (3)
| Ранг | Рік  | Турнір                 | Покриття | Суперник     | Рахунок       |
| ---- | ---- | ---------------------- | -------- | ------------ | ------------- |
| 1.   | 1991 | Севілья, Іспанія       | Ґрунт    | Томас Нюдаль | 6–2, 3–6, 7–6 |
| 2.   | 1991 | Реджо-Калабрія, Італія | Ґрунт    | Саша Хіршзон | 6–4, 6–2      |
| 3.   | 1992 | Мерано, Італія         | Ґрунт    | Роберто Асар | 6–3, 6–4      |

### Парний розряд: (5)
| Ранг | Рік  | Турнір             | Покриття | Партнер      | Суперники                            | Рахунок       |
| ---- | ---- | ------------------ | -------- | ------------ | ------------------------------------ | ------------- |
| 1.   | 1991 | Бухарест, Румунія  | Ґрунт    | Томас Нюдаль | Георге Косак Флорін Сегирчяну        | 6–3, 2–6, 6–3 |
| 2.   | 1991 | Брест (Франція)    | Тверде   | Арне Томс    | Патрік Кюнен Александр Мронц         | 6–2, 1–6, 6–3 |
| 3.   | 1992 | Галле, Німеччина   | Ґрунт    | Карстен Браш | Келле Евернден Бретт Стівен          | 4–6, 7–6, 6–0 |
| 4.   | 1995 | Вайден, Німеччина  | Ґрунт    | Дірк Діер    | Еміліо Бенфеле Альварес Брент Ларкем | 6–3, 6–3      |
| 5.   | 1995 | Айзенах, Німеччина | Ґрунт    | Дірк Діер    | Себастьєн Лебланк Кріс Вудруфф       | 3–6, 6–3, 7–6 |